# Antboy 3
Antboy 3 er en dansk familiefilm fra 2016. Filmen er instrueret af Ask Hasselbalch, skrevet af Anders Ølholm og løst baseret på Kenneth Bøgh Andersens bøger.

## Medvirkende
- Oscar Dietz som Pelle Nøhrmann/Antboy
- Samuel Ting Graf som Wilhelm
- Amalie Kruse Jensen som Ida
- Nicolas Bro som Gæmelkrå / Loppen
- Paprika Steen som Alicia Dufort
- Astrid Juncher-Benzon som Maria / Den røde furie
- Cecilie Alstrup Tarp som Amanda
- Lærke Winther Andersen som Mor
- Frank Thiel som Far
- Adam Ild Rohweder som Niller
- Morten Rose som John Tøbbesen